# Zličín (metropolitana di Praga)
Zličín è una stazione della linea B della metropolitana di Praga. È il capolinea occidentale della linea, situata in corrispondenza di un'intersezione stradale tra la Dálnice 0 e la Dálnice 5.

## Storia
La stazione è stata attivata l'11 novembre 1994, come parte del prolungamento della linea B tra Nové Butovice e questa stazione.

## Strutture e impianti
La stazione è in superficie ed è dotata di due binari, serviti da una banchina centrale.

## Servizi
La stazione è dotata di ascensori per le persone a mobilità ridotta.
- Biglietteria
- Servizi igienici

## Interscambi
- Fermata autobus (linee 100 - connessione con l'aeroporto di Praga-Ruzyně, 130, 180, 246, 249, 305, 306, 307, 308, 309, 310, 311, 324, 336, 347, 358, 384, 386, 404, 405 e 415)[2]